# Daniel Miehm
Daniel Joseph Miehm (né le 27 août 1960 à Kitchener en Ontario) est un évêque canadien de l'Église catholique évêque de Peterborough en Ontario depuis 2017 après avoir été évêque auxiliaire du diocèse de Hamilton également en Ontario.

## Biographie
Daniel Miehm est né le 27 août 1960 à Kitchener en Ontario,. Il a étudié la théologie catholique à l'Université de Waterloo en Ontario.
Il fut ordonné prêtre le 6 mai 1989 dans la cathédrale-basilique du Christ-Roi de Hamilton de Hamilton en Ontario,. Après son ordination, il servit en tant que prêtre au sein du diocèse de Hamilton. Il reçut une maîtrise en théologie du séminaire Saint-Augustin de Toronto en Ontario et une licence en droit canonique de l'université pontificale Saint-Thomas-d'Aquin (l'Angelicum) de Rome en Italie.
De 1996 à 2012, il servit en tant que juge et défenseur du lien (en) au tribunal matrimonial régional de Toronto. En juin 2012, il devint le curé fondateur de la paroisse St. Benedict de Milton en Ontario.
Le 20 février 2013, le pape Benoît XVI le nomma évêque titulaire de Gor (de) et il devint évêque auxiliaire du diocèse de Hamilton. Il fut consacré à l'épiscopat le 7 mai 2013 dans la cathédrale-basilique du Christ-Roi de Hamilton de Hamilton par David Douglas Crosby, évêque de Hamilton,.
Le 10 mars 2017, le pape François le nomme évêque de Peterborough.

## Armoiries et devise
Les armoiries de Daniel Miehm comprennent une croix recroisetée au-dessus de l'écu. C'est une croix traditionnelle allemande, rappelant ses origines ethniques. L'écu comprend un lys et une équerre de charpentier en tant que symboles de saint Joseph, patron du Canada et l'un de ses patrons personnels. Le lys est sur fond bleu, couleur associée à la Vierge Marie, patronne du diocèse de Hamilton. Le bouclier comprend également une couronne symbole de Jésus-Christ, Christ Roi, rappelant également la cathédrale-basilique du Christ-Roi de Hamilton où il fut ordonné. La couronne comprend deux cœurs représentant l'amour de Dieu et l'amour du prochain.
Sa devise est Fides Per Caritatem qui signifie en latin « la Foi par la charité». Elle est tirée de l'Épître aux Galates chapitre 5 verset 6.

## Source
- (de) Cet article est partiellement ou en totalité issu de l’article de Wikipédia en allemand intitulé « Daniel Miehm » (voir la liste des auteurs).